# Nuestra Señora de Loreto
La Reducción de Nuestra Señora de Loreto è una delle molte missioni fondate nel corso del XVII secolo dalla Compagnia di Gesù nelle Americhe durante il periodo della colonizzazione europea.
Le rovine della missione di Nuestra Señora de Loreto, fondata nel 1610, si trovano nella provincia argentina di Misiones. Questo sito venne abbandonato molti decenni fa, il che ha fatto sì che le rovine venissero sopraffatte dalla vegetazione circostante, ragione per cui questa non è la missione gesuita della zona meglio conservata.
Le missioni di Nuestra Señora de Loreto, Santa Ana, San Ignacio Minì,  e Santa Maria la Mayor, insieme a quella di São Miguel das Missões in Brasile, sono state dichiarate Patrimonio dell'umanità dall'UNESCO.